# CRA Catalano
Der Clube Recreativo e Atlético Catalano, in der Regel nur kurz CRAC genannt, ist ein Fußballverein aus Catalão im brasilianischen Bundesstaat Goiás.
Aktuell spielt der Verein in der Staatsmeisterschaft von Goiás.

## Erfolge
- Staatsmeisterschaft von Goiás: 1967, 2004
- Staatsmeisterschaft von Goiás – 2nd Division: 1965, 1998, 2001, 2003

## Stadion

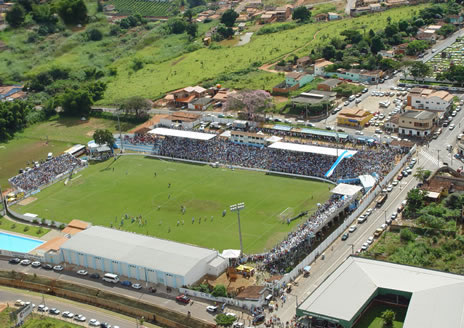
Estádio Genervino Evangelista da Fonseca

Der Verein trägt seine Heimspiele im Estádio Genervino Evangelista da Fonseca in Catalão aus. Das Stadion hat ein Fassungsvermögen von 8500 Personen.

## Trainerchronik
Stand: Oktober 2024
| Trainer         | Nation            | von               | bis             |
| --------------- | ----------------- | ----------------- | --------------- |
| Lucho Nizzo     | Brasilien Italien | 1. Juli 2012      | 30. Juni 2013   |
| Arthurzinho     | Brasilien         | 7. Februar 2013   | 18. März 2013   |
| Hemerson Maria  | Brasilien         | 3. März 2013      | 12. Juni 2013   |
| Marcelo Rocha   | Brasilien         | 23. Juli 2013     | 25. Juli 2013   |
| Júlio Sérgio    | Brasilien Italien | 13. Juni 2015     | 31. März 2016   |
| Lucho Nizzo     | Brasilien Italien | 1. Juli 2015      | 30. Juni 2016   |
| Carlos Rabello  | Brasilien         | 23. Dezember 2020 | 16. März 2021   |
| Wilson Gottardo | Brasilien         | 24. Januar 2022   | 15. März 2022   |
| Paulo Massaro   | Brasilien         | 19. Dezember 2022 | 15. August 2023 |
| Wagner Lopes    | Japan             | 11. Januar 2024   | 5. Februar 2024 |
| Leandro Sena    | Japan             | 6. Februar 2024   | 17. April 2024  |
| Paulo Massaro   | Japan             | 26. April 2024    | 31. Juli 2024   |
| Alexandre Lopes | Japan             | 21. Juni 2024     |                 |